# Turisas
Turisas — фінський метал-гурт із Хямеенлінна, що був утворений в 1997 році вокалістом Матіасом Нюгором та гітаристом Юссі Вікстрьом. Названий на честь фінського бога війни — Іку-Турсо.

## Склад
- Матіас "Warlord" Нюгор — вокал, клавіші, ударні (1997–дотепер)
- Юссі Вікстрьом — гітари, задній вокал, бас-гітара (1997–дотепер)
- Оллі Вянска — скрипка, задній вокал (2005–дотепер)
- Джеспер Анастасіадіс — бас-гітара (2012–дотепер)
- Яакко Якку — ударні (2012–дотепер)

## Дискографія

### Альбоми
| Рік  | Назва              | Чартова позиція | Чартова позиція | Чартова позиція |
| Рік  | Назва              | [ 1 ]           | [ 2 ]           | [ 3 ]           |
| ---- | ------------------ | --------------- | --------------- | --------------- |
| 2004 | Battle Metal       | —               | —               | —               |
| 2007 | The Varangian Way  | 17              | —               | —               |
| 2011 | Stand Up and Fight | 5               | 56              | 83              |
| 2013 | Turisas2013        | 9               | 87              | —               |

### Сингли
| Рік  | Назва                    | Чартова позиція |
| Рік  | Назва                    | [ 4 ]           |
| ---- | ------------------------ | --------------- |
| 2007 | "To Holmgard and Beyond" | 12              |
| 2007 | "Rasputin"               | 15              |
| 2010 | "Supernaut"              | —               |
| 2010 | "Stand Up and Fight"     | —               |
| 2013 | "For Your Own Good"      | —               |